# Paul Herrmann (Politiker, 1913)
Paul Herrmann (* 16. Dezember 1913 in Ludwigshafen am Rhein; † 19. Oktober 2015) war ein CDU-Politiker.

## Leben
Paul Herrmann wuchs in seiner Heimatstadt als Kind des Bahnbeamten Georg Herrmann und Frau Katharina, geb. Kuhn, in einer katholischen Familie auf. Er war seit 1942 verheiratet mit Inge Herrmann; aus der Ehe gingen vier Kinder hervor.
Er studierte Wirtschafts- und Sozialwissenschaften an der Universität Heidelberg. Seit 1935 war er Mitglied der Burschenschaft Allemannia Heidelberg. Nach seinem Abschluss als Diplom-Volkswirt wurde er 1938 mit der Arbeit Untersuchungen zur Agrarstruktur Mittelbadens zum Dr. rer. pol. promoviert. Er war Forschungsassistent am Institut für Sozial- und Staatswissenschaften der Universität Heidelberg (Insosta). Es folgte eine Anstellung im Reichsministerium für Ernährung und Landwirtschaft in Berlin. Herrmann trat der NSDAP nicht bei. Im Zweiten Weltkrieg war er Infanterieoffizier an der Front in Polen, Frankreich, Jugoslawien, mehrmals in der Sowjetunion und am Westwall. Dreimal wurde er verwundet. Nach dem D-Day 1944 geriet er in amerikanische Kriegsgefangenschaft und wurde nach Internierung in den USA im Oktober 1945 freigelassen. Er arbeitete ab 1945 in der Finanzabteilung der amerikanischen Administration für die US-Besatzungsmacht in Stuttgart am Aufbau des Bankwesens und ab 1946 für den Landesverband der landwirtschaftlichen Genossenschaften.
1947 wurde er Bürgermeister von Mühlacker sowie Kreisrat im Landkreis Vaihingen.
Nachdem von 1945 bis 1950 nicht weniger als neun Landräte bzw. kommissarische Landräte den Landkreis Sinsheim geleitet hatten, wurde Herrmann vom Stuttgarter Innenminister Fritz Ulrich zur Kandidatur aufgefordert und 1950 zum parteilosen Landrat in Sinsheim gewählt. Er baute die darniederliegende Infrastruktur wieder auf, so die Fernwasserversorgung Rheintal (heute: Bodenseewasserversorgung) und das Kreiskrankenhauses Sinsheim. Über die Gründung eines Amtes für Wirtschaftsförderung konnten neue Gewerbe- und Industrieansiedlungen verwirklicht werden. Mit dem Sinsheimer Zentrum beruflicher Schulen wurde die größte Schule im Rhein-Neckar-Kreis geschaffen. Herrmann richtete ein Volksbildungswerk (später Volkshochschule), eine Kreismusikschule und eine Kreisbücherei mit hauptamtlichem Bibliothekar ein, ein Novum in Nordbaden. 1972 endete seine Amtszeit.
Von 1972 bis 1976 war er für die CDU Abgeordneter des baden-württembergischen Landtags.
Von 1971 bis 1973 war Herrmann Vorstandsvorsitzender der Baden-Württembergischen Krankenhausgesellschaft und im Vorstand der Deutschen Krankenhausgesellschaft, zudem als DRK-Kreisvorsitzender engagiert. Paul Herrmann war Gründer der Kraichgau-Stiftung Dr. Paul Herrmann, deren Verwaltungsratsvorsitzender er von 1972 bis 1998 war, und des heimatgeschichtlichen Arbeitskreises des Landkreises Sinsheim (seit 1972 Heimatverein Kraichgau).
Paul Herrmann lebte zuletzt mit seiner Frau im Wohnstift Augustinum in Heidelberg; er starb am 19. Oktober 2015 im Alter von 101 Jahren.

## Ehrungen und Auszeichnungen
- Baden-Württembergische Verdienstmedaille (1977)
- Bundesverdienstkreuz 1. Klasse des Verdienstordens der Bundesrepublik Deutschland (1988)
- Ehrenbürgerwürde von Sinsheim (1988)
- Heimatmedaille des Landes Baden-Württemberg (1990)
- Verdienstmedaille des Roten Kreuzes